# Lac Chicobi
Lac Chicobi är en sjö i Kanada.   Den ligger i regionen Abitibi-Témiscamingue och provinsen Québec, i den sydöstra delen av landet, 400 km nordväst om huvudstaden Ottawa. Lac Chicobi ligger 303 meter över havet. Arean är 27,4 kvadratkilometer. Den sträcker sig 11,2 kilometer i nord-sydlig riktning, och 14,1 kilometer i öst-västlig riktning.
I omgivningarna runt Lac Chicobi växer i huvudsak blandskog. Trakten runt Lac Chicobi är nära nog obefolkad, med mindre än två invånare per kvadratkilometer.